# Salacia acutiloba
Salacia acutiloba är en nässeldjursart som först beskrevs av Gustav Heinrich Kirchenpauer 1884.  Salacia acutiloba ingår i släktet Salacia och familjen Sertulariidae. Inga underarter finns listade i Catalogue of Life.